# Церемония передачи трона
Церемония передачи трона (яп. 践祚 сэнсо «восхождение на трон») — обряд передачи титула и должности Императора Японии наследнику престола.

## Краткие сведения
Японская церемония передачи монаршего трона происходила из Китая. В древнекитайской традиции лицо, получавшее титул нового Сына Неба, поднималось (кит. трад. 践, пиньинь jiàn, палл. цзянь) по восточной лестнице (кит. трад. 阼, пиньинь zuò, палл. цзо) в мавзолей предков и осуществляло в нём поминальные обряды. С тех пор термин «восточная лестница» стало обозначать монарха. Со временем знак «восточная лестница» заменили омонимом «трон» (кит. трад. 祚, пиньинь zuò, палл. цзо).
В Японии передача трона осуществлялась в случае смерти предыдущего правителя или его отречения в пользу наследника. В VII—VIII веках эта церемония выступала синонимом интронизации. Во время церемонии министр Накатоми пел молитву к божествам Неба, а священник Инбэ вручал новому монарху священные зеркало и меч.
После правления Императора Камму (781—806) церемония интронизации (сокуи) была отделена от церемонии передачи трона (сэнсо). Она стала обозначать декларацию Поднебесной факта наследования престола. Пение молитв божествам привязали к осуществлению праздника дайдзёсай. Сама церемония передачи трона превратилась в обряд вручения новому императору трёх божественных сокровищ, которые символизировали его титул и власть, — зеркала Ята, меча Кусанаги и подвески из драгоценных камней Ясакани.
В японском законодательстве XIX — середины XX века церемония передачи трона была обязательной. Наследник престола проходил её сразу после смерти Императора, принимая символы Императорской власти.
Новым действующим Законом об Императорском доме от 1947 года церемония передачи трона не предусмотрена.